# Stigmella incognitella
Stigmella incognitella là một loài bướm đêm thuộc họ Nepticulidae. Nó được tìm thấy ở khắp châu Âu except Iceland, Ireland, Na Uy và Bulgaria.

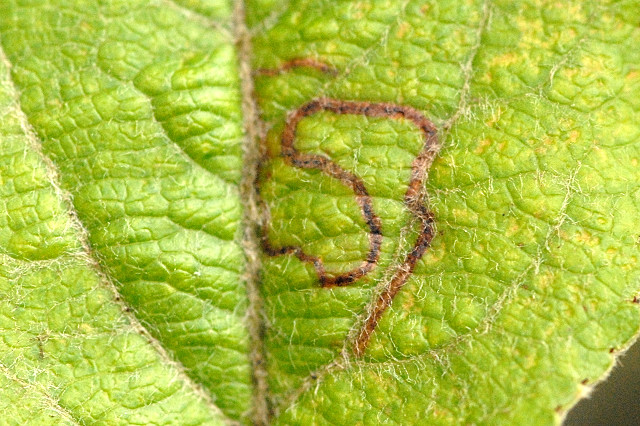
Stigmella incognitella mine

Sải cánh dài 5–6 mm. Con trưởng thành bay từ tháng 7 đến tháng 11.
Ấu trùng ăn Malus baccata, Malus domestica, Malus floribunda và Malus sylvatica. Chúng ăn lá nơi chúng làm tổ. 